# Округ Навахо (Аризона)
Округ Навахо (енгл. Navajo County) је округ у америчкој савезној држави Аризона. По попису из 2010. године број становника је 107.449. Седиште округа је град Холбрук.

## Демографија
Према попису становништва из 2010. у округу је живело 107.449 становника, што је 9.979 (10,2%) становника више него 2000. године.
| Група             | 2000.          | 2010.          |
| Белци             | 41.196 (42,3%) | 47.181 (43,9%) |
| Афроамериканци    | 857 (0,9%)     | 938 (0,9%)     |
| Азијати           | 322 (0,3%)     | 580 (0,5%)     |
| Хиспаноамериканци | 8.011 (8,2%)   | 11.571 (10,8%) |
| Укупно            | 97.470         | 107.449        |